# Species Plantarum

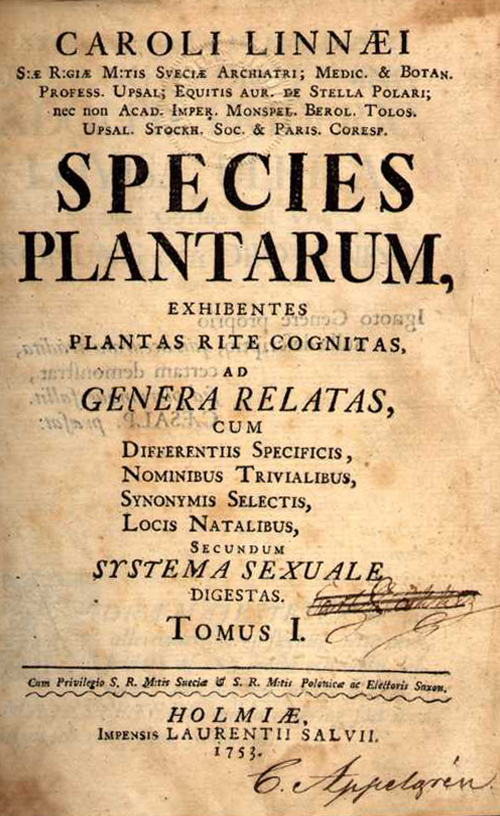
Portada de la obra de Carlos Linneo Species Plantarum (1753), la primera Flora de la taxonomía moderna. Dos años antes había publicado el landmark teórico en el que explicaba los principios con los que construyó esta Flora, Philosophia Botanica (1751). Las dos obras fueron publicadas en latín, el idioma universal de la época.

Species Plantarum (abreviado Sp. Pl.) fue publicado en 1753, como un trabajo en dos volúmenes por Carlos Linneo. Su principal importancia radica en que es el punto de partida de la nomenclatura botánica que se usa hoy en día. Esto quiere decir que no se aceptan como «válidamente publicados» los nombres de taxones anteriores a la fecha de publicación de este libro, y los primeros taxones «válidamente publicados» son los que aparecen en este libro. 
Sus características son las siguientes:
- Contenía todas las plantas entonces conocidas, en total 5940 especies.
- Permitía la fácil identificación de las plantas, mediante un sistema de clasificación que las agrupaba en especies, géneros, órdenes y clases. Mediante el conteo de pistilos y estambres, cualquier persona, aun sin muchos conocimientos sobre plantas, era capaz de llegar al nivel del género al cual la planta pertenecía.
- Estableció los nombres de las especies como un nombre binominal y las agrupó en géneros y familias, dando origen a las categorías taxonómicas.

El primer volumen de la primera edición abarca once páginas sin numerar en las páginas de introducción, del 1 al 560; mientras que el segundo volumen se refiere a las páginas 561 a 1200, más treinta y una páginas sin numerar de índice, adiciones y erratas.
Después de su primera edición, esta obra tuvo varias ediciones posteriores, continuando después de la muerte de su autor original. Species Plantarum también marca el punto de partida de un gran auge en la popularidad de la ciencia, y podría decirse que es una de las publicaciones más importantes de la biología.
Linneo publicó la segunda y tercera edición de esta obra. La segunda, en dos volúmenes, fue publicada entre 1762 y 1763, con las páginas de correcciones y material complementario. La tercera edición fue en realidad muy parecida a la segunda, pero con las correcciones y material complementario integrado en el texto, y se publicó en 1764.
Después de la muerte de Linneo, Carl Ludwig Willdenow llevó a cabo una nueva edición, muy ampliada del trabajo. Esta edición se tituló Editio Quarto, o «cuarta edición», y fue publicada en seis volúmenes, en trece partes, desde 1797 hasta 1830, y fue terminada después de la muerte de Willdenow. La sexta edición fue publicada bajo Heinrich Friedrich Link y Albert Gottfried Dietrich en dos volúmenes entre 1831 y 1833.